# Arthur McDonald
Arthur Bruce McDonald (Sydney (Nova Scotia), 29 augustus 1943) is een Canadees astrofysicus. In 2015 won hij samen met Takaaki Kajita de Nobelprijs voor de Natuurkunde voor de ontdekking van neutrino-oscillaties, wat aantoont dat neutrino's massa hebben.

## Loopbaan
McDonald studeerde natuurkunde aan de Dalhousie University en promoveerde aan het California Institute of Technology. Hij was vanaf 1970 werkzaam bij Chalk River Laboratories. Van 1982 tot 1989 was hij hoogleraar aan Princeton University. Sinds 1989 is McDonald verbonden aan Queen's University. Hij is tevens bestuurslid van het Perimeter Institute for Theoretical Physics in Waterloo (Ontario).
In 2001 verkreeg zijn team aan de neutronendetector Sudbury Neutrino Observatory (SNO) buiten Sudbury (Ontario) een directe waarneming die suggereerde dat elektron-neutrino's die van de zon kwamen daadwerkelijk door middel van oscillatie veranderden in muon- en tau-neutrino's. Samen met Yōji Totsuka kreeg hij in 2007 de Benjamin Franklin Medal voor de ontdekking dat de drie bekende types neutrino's van soort veranderden over een lange afstand en dat neutrino's massa hebben. De Japanner Takaaki Kajita kwam met zijn team bij de Super-Kamiokande tot soortgelijke waarnemingen. Hun bevindingen verklaarden het dilemma waarom het aantal neutrino's dat bij de aarde kwam twee derde minder was dan voorspeld, en toonde daarmee aan dat het standaardmodel van de deeltjesfysica, wat vereist dat neutrino's massaloos zijn, beperkingen kent.